# Reticulina ossidasi
La reticulina ossidasi è un enzima appartenente alla classe delle ossidoreduttasi, che catalizza la seguente reazione:
(S)-reticulina + O2 ⇄ (S)-scoulerina + H2O2
Il prodotto, la (S)-scoulerina, è un precursore della protopina, protoberberina e della biosintesi dell'alcaloide benzofenantridina nelle piante. L'enzima agisce sulla (S)-reticulina e su composti correlati, convertendo il gruppoN-metilico nel ponte di metilene (ponte di berberina) delle (S)-tetraidroprotoberberine.